# Старобаишево
Старобаи́шево (баш. Иҫке Байыш) — село в Дюртюлинском районе Республики Башкортостан Российской Федерации. Административный центр Старобаишевского сельсовета.

## География
Расположена при речке Евбазе.

### Географическое положение
Расстояние до:
- районного центра (Дюртюли): 18 км,
- ближайшей ж/д станции (Уфа): 141 км.

## История
В «Списке населенных мест по сведениям 1870 года», изданном в 1877 году, населённый пункт упомянут как деревня Баишева 4-го стана Бирского уезда Уфимской губернии, на почтовом тракте из Бирска в Мензелинск, в 55 верстах от уездного города Бирска и в 13 верстах от становой квартиры в деревне Дюртюли.
До упразднения уездно-губернского деления деревня Баишева была в составе Московской волости

## Население
| 2002 | 2009 | 2010 |
| ---- | ---- | ---- |
| 548  | ↗672 | ↘631 |

По сведениям 1870 года в деревне, в 94 дворах жили 551 человек (281 мужчина и 270 женщин, мещеряки).
Согласно переписи 2002 года, преобладающая национальность — башкиры (86 %).

## Инфраструктура
Личное подсобное хозяйство с зоной сельскохозяйственного использования, индивидуальная застройка усадебного типа. По сведениям 1870 года были мечеть, водяная мельница. Жители занимались земледелием, скотоводством.
Сельский дворец культуры. Средняя общеобразовательная школа. Социальный приют.

## Транспорт
Автобусное сообщение с райцентром. Остановка общественного транспорта «Старобаишево».